# Semeniwka (obwód czernihowski)
Semeniwka (ukr. Семенівка) – miasto na Ukrainie w obwodzie czernihowskim, siedziba władz rejonu semeniwskiego.

## Historia
Podczas okupacji hitlerowskiej, na początku listopada 1941 roku Niemcy utworzyli getto dla żydowskich mieszkańców. Przebywało w nim około 300 osób. 30 listopada 1941 roku Niemcy zlikwidowali getto, a Żydów zamordowali. Sprawcą zbrodni był 10 zmotoryzowany batalion piechoty 1 Zmotoryzowanej Brygady Piechoty Waffen-SS. 